# Liste der Bodendenkmäler in Brunnen (Bayern)
Auf dieser Seite sind die Bodendenkmäler in der oberbayerischen Gemeinde Brunnen zusammengestellt. Diese Tabelle ist eine Teilliste der Liste der Bodendenkmäler in Bayern. Grundlage ist die Bayerische Denkmalliste, die auf Basis des Bayerischen Denkmalschutzgesetzes vom 1. Oktober 1973 erstmals erstellt wurde und seither durch das Bayerische Landesamt für Denkmalpflege geführt wird. Die folgenden Angaben ersetzen nicht die rechtsverbindliche Auskunft der Denkmalschutzbehörde.

## Bodendenkmäler in Brunnen
| Lage       | Objekt                                                                                     | Akten-Nr.     | Bild |
| ---------- | ------------------------------------------------------------------------------------------ | ------------- | ---- |
| (Standort) | Grabhügel vorgeschichtlicher Zeitstellung.                                                 | D-1-7333-0007 |      |
| (Standort) | Grabhügel vorgeschichtlicher Zeitstellung.                                                 | D-1-7333-0009 |      |
| (Standort) | Grabhügel vorgeschichtlicher Zeitstellung.                                                 | D-1-7333-0011 |      |
| (Standort) | Grabhügel vorgeschichtlicher Zeitstellung.                                                 | D-1-7333-0013 |      |
| (Standort) | Siedlung vor- und frühgeschichtlicher Zeitstellung.                                        | D-1-7333-0015 |      |
| (Standort) | Siedlung vor- und frühgeschichtlicher Zeitstellung.                                        | D-1-7333-0016 |      |
| (Standort) | Grabhügel vorgeschichtlicher Zeitstellung.                                                 | D-1-7333-0079 |      |
| (Standort) | Körpergräber des frühen Mittelalters.                                                      | D-1-7333-0102 |      |
| (Standort) | Siedlung vor- und frühgeschichtlicher Zeitstellung.                                        | D-1-7333-0103 |      |
| (Standort) | Mittelalterliche und frühneuzeitliche Befunde im Bereich des frühneuzeitlichen Schlosses   | D-1-7333-0104 |      |
| (Standort) | Siedlung vor- und frühgeschichtlicher oder mittelalterlicher Zeitstellung.                 | D-1-7333-0109 |      |
| (Standort) | Körpergräber vor- und frühgeschichtlicher oder mittelalterlicher Zeitstellung.             | D-1-7333-0110 |      |
| (Standort) | Mittelalterliche und frühneuzeitliche Befunde im Bereich der Kath. Pfarrkirche St. Michael | D-1-7333-0111 |      |
| (Standort) | Freilandstation des Mesolithikums.                                                         | D-1-7334-0037 |      |
| (Standort) | Siedlung vor- und frühgeschichtlicher Zeitstellung.                                        | D-1-7334-0039 |      |
| (Standort) | Ringwall vor- und frühgeschichtlicher Zeitstellung.                                        | D-1-7334-0041 |      |
| (Standort) | Siedlung vor- und frühgeschichtlicher Zeitstellung.                                        | D-1-7334-0046 |      |
| (Standort) | Siedlung vor- und frühgeschichtlicher Zeitstellung.                                        | D-1-7334-0170 |      |
| (Standort) | Siedlung vor- und frühgeschichtlicher oder mittelalterlicher Zeitstellung.                 | D-1-7334-0180 |      |
| (Standort) | Siedlung vor- und frühgeschichtlicher Zeitstellung.                                        | D-1-7334-0186 |      |
| (Standort) | Mittelalterliche und frühneuzeitliche Befunde im Bereich der Kath. Pfarrkirche             | D-1-7334-0187 |      |
| (Standort) | Hofwüstung der frühen Neuzeit.                                                             | D-1-7334-0188 |      |